# Concertino pour flûte et orchestre en ré majeur
Le Concertino pour flûte et orchestre en ré majeur, op. 107, est une pièce concertante composée en 1902 par Cécile Chaminade.

## Présentation
Commande de Théodore Dubois pour le concours de flûte du Conservatoire de Paris de l'année 1902, le Concertino pour flûte de Chaminade est dédié au professeur de flûte du Conservatoire, Paul Taffanel,.
Pièce « séduisante », de nombreuses fois enregistrée, elle fait encore partie aujourd'hui du répertoire concertant pour l'instrument.
Le concertino, d'une durée moyenne d'exécution de huit minutes environ, est resté connu et populaire, étant par exemple classé numéro 85 dans le Classic 100 Music of France d'ABC en 2012.
La partition est publiée par Enoch l'année de sa composition, en 1902, dans une version pour flûte et piano. En 1908, paraît chez le même éditeur musical l'orchestration de Cécile Chaminade pour flûte et orchestre.

## Structure
L’œuvre, bien qu'en un mouvement, est composée de plusieurs sections enchaînées, de tempos différents. Elle est basée « sur deux thèmes principaux très mélodiques, le premier heureux en forme d'hymne, réexposé à la fin après la cadence de rigueur, le second plus capricieux, qui entoure une partie centrale de virtuosité. »

## Analyse
Le Concertino s'ouvre sur une mélodie large avec une partie solo très décorative et considérée comme très exigeante pour le flûtiste. Après une partie centrale vive, notée Più animato agitato sur la partition, une phrase au hautbois amène à la cadence du soliste. La pièce se termine avec une reprise de la mélodie de l'ouverture et une coda.

## Instrumentation
- Solo – flûte
- Orchestre – flûte jouant piccolo, deux hautbois, deux clarinettes, deux bassons, quatre cors, trois trombones, tuba, timbales, harpe, cordes